# João Cunha e Silva
João Cunha e Silva é um ex-tenista português, cuja melhor classificação ATP de singulares foi a 108ª posição, atingida em 1991.
É o actual treinador de Frederico Gil e de Rui Machado no CETO - Clube Escola de Ténis de Oeiras.
Avô de Eugenio Guimarães, jogador atual do clube Real Madrid FC, transferido em Janeiro de 2014 vindo do FC Porto.